# Béla Hradil
Béla Adalbert Hradil, född 3 mars 1885 i Miskolc, Ungern, död 1968 i Skälderviken, var en ungersk-svensk målare och konservator. 
Han var son till musikdirektören och konstnären Wencel Hradil och Magdalena Jerman och från 1914 gift med Rosa Krause. 
Efter avlagd studentexamen i Miskolc studerade Hradil konst i Budapest och vid Hollosys målarskola i München, samt för Lovis Corinth i Berlin. Han gick även specialkurs i renovering av gamla tavlor i Paris och Milano. 
Han medverkade som reservofficer i första världskriget, där han blev sårad och fick en lättare tjänstgöring som fotograf. De krigsbilder han tog under kriget finns numera på museum.  
Han kom till Sverige 1923 där han blev svensk medborgare 1933.  
Han medverkade i Berliner Kunstausstellung 1910, och i Sverge ställde han ut med Helsingborgs konstförening. Hans konst består av stilleben, landskap, hästar och porträtt. Bland annat utförde han ett porträtt av Carl Holmdal till Vanföreanstalten i Helsingborg, av Malte Ljungdahl för Allmänna sjukhuset i Malmö, och av överläkare Frans Velander till S:t Marias sjukhus i Helsingborg. Vid sidan av sitt eget skapande var han verksam som tavelkonservator. Hradil var mycket musikalisk. Han spelade fiol, cello, gitarr, cittra och ockarina, och med sina kontakter med symfoniorkestern i Helsingborg kom han att medverka i ett antal spelningar på konserthuset. 